# Gypsophila capitata
Gypsophila capitata är en nejlikväxtart som beskrevs av Friedrich August Marschall von Bieberstein. Gypsophila capitata ingår i släktet slöjor, och familjen nejlikväxter. Inga underarter finns listade i Catalogue of Life.